# Union sportive des étudiants de Caen
 (novembre 2024).
L'Union sportive des étudiants Caen était un club omnisports français  basé à Caen fondé le 15 décembre 1892.

## Historique
Le club est fondé le 15 décembre 1892 par cinq, six étudiants de l'université de Caen. Son but est de « développer, parmi ses membres, le goût des exercices physiques et spécialement des exercices de plein air : athlétisme, bâton, boxe, équitation, escrime, football, gymnastique, law-tennis, marche, natation, patinage, rowing, tir, vélocipédie ». Ces étudiants se sont regroupés en premier lieu pour pratiquer l'athlétisme car il n'existait pas de club à Caen pour le pratiquer.
Le club est aussi à l'initiative de la création d'un premier comité nord-ouest en novembre 1893 de l'USFSA. Ce dernier ne survit pas au-delà de quelques mois et l'USFSA décide le 23 octobre 1894 de créer des comités régionaux .
Il fusionne avec le Club Malherbe caennais en février 1911[Information douteuse].

## Palmarès en football
- Championnat de Basse-Normandie de l'USFSA :
  - Champion : 1901, 1902, 1904